# Олсон, Нэнси
Нэ́нси О́лсон (англ. Nancy Olson; род. 14 июля 1928, Милуоки, США) — американская актриса, номинантка на премию «Оскар» в 1950 году.

## Биография
Нэнси Олсон родилась 14 июля 1928 года в городе Милуоки, штат Висконсин, в семье врача Генри Олсона и его жены Эвелин. В 1948 году она подписала контракт с «Paramount Pictures» и после нескольких мелких ролей привлекла к себе внимание голливудских режиссёров, среди которых был и Билли Уайлдер. В 1950 году он пригласил Олсон на роль Бетти Шифер в своём фильме «Бульвар Сансет», которая принесла её номинацию на премию «Оскар» за лучшую женскую роль второго плана. Её коллегой по этому фильму был Уильям Холден, союз с которым посчитали очень удачным и в дальнейшем, на протяжении 1950-х годов, они ещё несколько раз снялись вместе.
В 1950 году Нэнси вышла замуж за поэта Алана Джей Лернера, от которого родила двоих дочерей. В 1957 году они развелись. Её вторым мужем был бизнесмен Алан В. Ливингстоун, который стал отцом её сына.
Но в 1960-х годах карьера Олсон пошла на спад и одними из дальнейших успешных ролей Олсен стали Нэнси Валлон в «Поллианна» (1960), Элизабет Брайнард в «Сыне Флаббера» (1963) и миссис Эббот в «Аэропорт 1975» (1974). В дальнейшем Нэнси переехала в Нью-Йорк, где некоторое время играла на бродвейских сценах.
В 1970-е актриса ещё изредка продолжала сниматься на телевидении, а в 1984 году завершила свою кинокарьеру. После этого Олсон лишь раз появилась в кино — в 1997 году в эпизодической роли в диснеевском фильме «Флаббер». В 2010 году, после 13-летнего перерыва, актриса исполнила небольшую роль в одном из эпизодов телесериала «Большая любовь». В 2012 году вышла комедия «Гири», где Олсон сыграла Бьянку Каммингс.

## Фильмография
| Год  |    | Русское название                | Оригинальное название        | Роль                               |
| ---- | -- | ------------------------------- | ---------------------------- | ---------------------------------- |
| 1948 | ф  | Портрет Дженни                  | Portrait of Jennie           | тинейджер в художественной галерее |
| 1949 | ф  | —                               | Canadian Pacific             | Сесиль Готье                       |
| 1950 | ф  | Бульвар Сансет                  | Sunset Blvd.                 | Бетти Шефер                        |
| 1950 | ф  | Станция Юнион                   | Union Station                | Джойс Уиллекомб                    |
| 1950 | ф  | Мистер Музыка                   | Mr. Music                    | Кэтрин Холбрук                     |
| 1951 | ф  | Сила оружия                     | Force of Arms                | лейтенант Элеонора Маккей          |
| 1951 | ф  | —                               | Submarine Command            | Кэрол                              |
| 1952 | ф  | Большой Джим Маклейн            | Big Jim McLain               | Нэнси Вэллон                       |
| 1953 | ф  | —                               | So Big                       | Даллас О’Мара                      |
| 1954 | с  | —                               | Medallion Theatre            | н/д                                |
| 1954 | с  | Телевизионный театр Форда       | The Ford Television Theatre  | Китти О’Деар                       |
| 1954 | ф  | Парень из Оклахомы              | The Boy from Oklahoma        | Кэти Бренниган                     |
| 1954 | с  | Люкс-видео театр                | Lux Video Theatre            | Лиза                               |
| 1954 | с  | —                               | The Best of Broadway         | Гвен Кавендиш                      |
| 1955 | ф  | Боевой клич                     | Battle Cry                   | миссис Пэт Роджерс                 |
| 1955 | с  | Продюсерская витрина            | Producers’ Showcase          | Пегги Дэй                          |
| 1956 | с  | —                               | Ford Star Jubilee            | Джудит                             |
| 1958 | с  | Стальной час Соединённых Штатов | The United States Steel Hour | Джойс Ричмонд                      |
| 1958 | с  | Театр «Дженерал Электрик»       | General Electric Theater     | Джудит Грей                        |
| 1959 | с  | Альфред Хичкок представляет     | Alfred Hitchcock Presents    | Джен Мэннинг                       |
| 1960 | с  | —                               | Startime                     | Пегги Томас                        |
| 1960 | ф  | Поллианна                       | Pollyanna                    | Нэнси Фурман                       |
| 1961 | ф  | Отмороженный профессор          | The Absent Minded Professor  | Бетси Карлайл                      |
| 1961 | с  | Премьера Алкоа                  | Alcoa Premiere               | Эмбер Баринг                       |
| 1963 | ф  | Сын Флаббера                    | Son of Flubber               | Элизабет «Бетси» Брайнард          |
| 1963 | с  | —                               | Channing                     | Джессика Лэндон                    |
| 1965 | с  | Большая долина                  | The Big Valley               | Джулия                             |
| 1969 | ф  | Смит!                           | Smith!                       | Нора Смит                          |
| 1971 | с  | Суть дела                       | The Name of the Game         | Энн Летем                          |
| 1972 | с  | Дымок из ствола                 | Gunsmoke                     | Генриетта Донован                  |
| 1972 | ф  | —                               | Snowball Express             | Сью Бакстер                        |
| 1973 | с  | —                               | Love Story                   | миссис Росс                        |
| 1974 | с  | Баначек                         | Banacek                      | Луиз Меррик                        |
| 1974 | ф  | Аэропорт 1975                   | Airport 1975                 | миссис Эббот                       |
| 1975 | с  | Доктор Саймон Лок               | Dr. Simon Locke              | Вэл                                |
| 1975 | с  | Улицы Сан-Франциско             | The Streets of San Francisco | Джинни Моррис                      |
| 1976 | с  | —                               | Kingston: Confidential       | Джессика Фрейзер                   |
| 1977 | с  | Барнаби Джонс                   | Barnaby Jones                | Телма Томпсон                      |
| 1982 | ф  | Занимаясь любовью               | Making Love                  | Кристин                            |
| 1984 | с  | Бумажные куклы                  | Paper Dolls                  | Марджори Харпер                    |
| 1987 | мф | Волшебное пианино Спарки        | Sparky’s Magic Piano         | н/д                                |
| 1997 | ф  | Флаббер                         | Flubber                      | секретарь в компании               |
| 2010 | с  | Большая любовь                  | Big Love                     | Кэтрин                             |
| 2014 | ф  | Гантели                         | Dumbbells                    | Бьянка Каммингс                    |